# Cosmosoma dorsimacula
Cosmosoma dorsimacula là một loài bướm đêm thuộc phân họ Arctiinae, họ Erebidae.